# Полянки (Смоленская область)
Полянки — деревня в Краснинском районе Смоленской области России. Входит в состав Малеевского сельского поселения. Население — 5 жителей (2007 год).
Расположена в западной части области в 10 км к юго-западу от Красного, в 13 км юго-западнее автодороги Р135 (Смоленск — Красный — Гусино), на берегу реки Безымянный. В 28 км севернее деревни расположена железнодорожная станция Гусино на линии Москва — Минск.

## История
В годы Великой Отечественной войны деревня была оккупирована гитлеровскими войсками в июле 1941 года, освобождена в сентябре 1943 года.
С 2004 по 2017 год деревня входила в состав Октябрьского сельского поселения.